# Észt Védelmi Erők
Az Észt Védelmi Erők (észtül: Eesti Kaitsevägi) Észtország fegyveres erői. Három haderőnemből, a szárazföldi erőkből, a légierőből és a haditengerészeti erőből, valamint az önkéntes Védelmi Szövetségből (Kaitseliit) tevődik össze. Az észt nemzeti katonai irányelvek célja az ország függetlenségének és szuverenitásának megőrzése, szigetvilágának és tengeri területeinek védelme, valamint az alkotmányos jogrendszer fenntartása. Fő céljai az ország nemzeti érdekeinek védelme és a védelmi képességek fejlesztése, valamint a NATO- és európai uniós tagságból eredő nemzetközi szerepvállalások teljesítése.

## Szerkezeti felépítése
Békeidőben az Észt Védelmi Erők feladata az ország határainak, tengeri területeinek és légterének védelme és ellenőrzése, fenntartani a hadsereg harckészségét, kiképezni a katonának bevonult személyeket, fejleszteni a tartalékos egységeket, valamint részt vállalni a NATO és ENSZ vezette missziókban, valamint természeti és egyéb elemi csapások esetén a katasztrófavédelmi feladatokban részt venni.
Vészhelyzet esetén a hadsereg feladata a készenlét szintjének fokozása, felkészülni a háborús időszakra való átállásra, megkezdeni a szükséges csapatmozgásokat, más minisztériumokhoz tartozó személyi állományok és egységek integrálása, valamint felkészülni a baráti erőket kiszolgáló háttér és az együttműködés megszervezésére.
Háború esetén a védelmi erők feladata az ország területi egységének védelme, elszállásolni az ország területére érkező baráti erők csapatait és a velük való együttműködés, a nemzeti légtér feletti ellenőrzés fenntartása, valamint a légvédelmi feladatok koordinálása a baráti csapatok megfelelő irányítása céljából. 

## Főhadiszállások
Békeidőben az Észt Védelmi Erőket és a nemzeti védelmi szervezeteket, beleértve a Nemzeti Gárdát is, a hadsereg főparancsnoka vezeti. 
Az észt haderő főhadiszállása a Kaitseväe Peastaap, míg a hadsereget irányító testület neve a Kaitseväe Juhataja. 

## Az észt haderő személyi állománya
Az észt hadsereg 6500 fős személyi állománnyal rendelkezik, valamint van egy tartalékos ereje is, a Védelmi Liga, amely mintegy 12 600 főből áll. A háború estére tervezett személyi állomány létszáma 30 000 fő. A hadsereg háború esetén Észtországban is a katonai szolgálatra mentálisan, egészségileg és fizikálisan is alkalmas férfiakkal feltölthető, akik , vagy 11 hónapos szolgálati időtartamra hívhatók be. Az alapkiképzés során megtanítják nekik a katonai szolgálathoz szükséges alapvető katonai ismereteket, majd aktív katonai szolgálati idő következik. A hadsereg négy védelmi körzetben van elszállásolva, melyek főhadiszállásai Tallinn, Tapa, Luunja és Pärnu.
Az észt haderő önkéntesekből áll. 
Az észt hadsereg megnevezése hivatalos nevén Észt Védelmi Erők, a védelmi minisztérium, a haderő parancsnokság, valamint a vezérkar és más intézményekből áll. Az ország katonai költségvetése 315 millió euró volt 2008-ban. Háború esetén a mozgósítható állomány létszáma mintegy 283 278 fő az ország lakosságából, aki alkalmas lehet harci szolgálatra.

### Szárazföldi erők
Az Észt Szárazföldi Erők alkotják az észt haderő gerincét, melyben békeidőben 5 500 fő szolgál, akik közül 2700 fő sorállományú katona. A hadsereg műveleti struktúráját egy lövészdandár alkotja, amely a négy regionális parancsnokság között oszlik el. A lövészdandár feladata a kiképzések lebonyolítása és a bevethető alegységek logisztikai kiszolgálása. A szárazföldi erők elsődleges feladatai közt van a külföldi missziókban való részvétel, valamint az ország területi egységének védelme és a baráti csapatokkal való együttműködés. 

### Haditengerészet
Az Észt Haditengerészet (észtül: Merevägi) felelős a tengeri határok védelméért és a tengeren végrehajtott műveletek kivitelezésért. A haditengerészet elsődleges feladata az ország tengerpartját, szigetvilágát és tengeri területeit ért támadások elhárítása, a terület védelme és az ezen eseményekre való felkészülés, valamint a tengeri kereskedelem és a hajózás biztonságnak szavatolása és az együttműködés a baráti csapatok erőivel.

## A szárazföldi erő szerkezeti felépítése

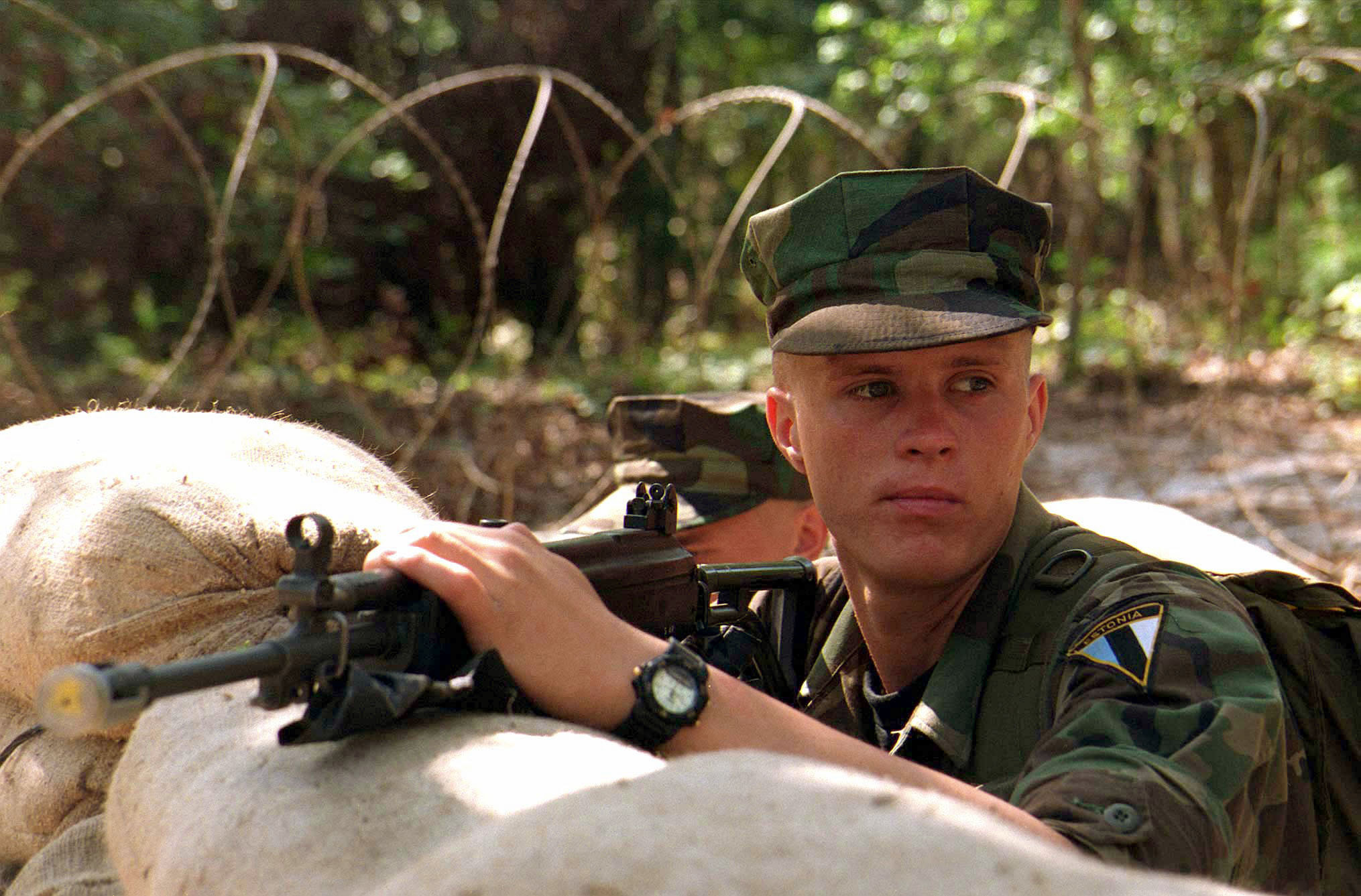
Észt katona

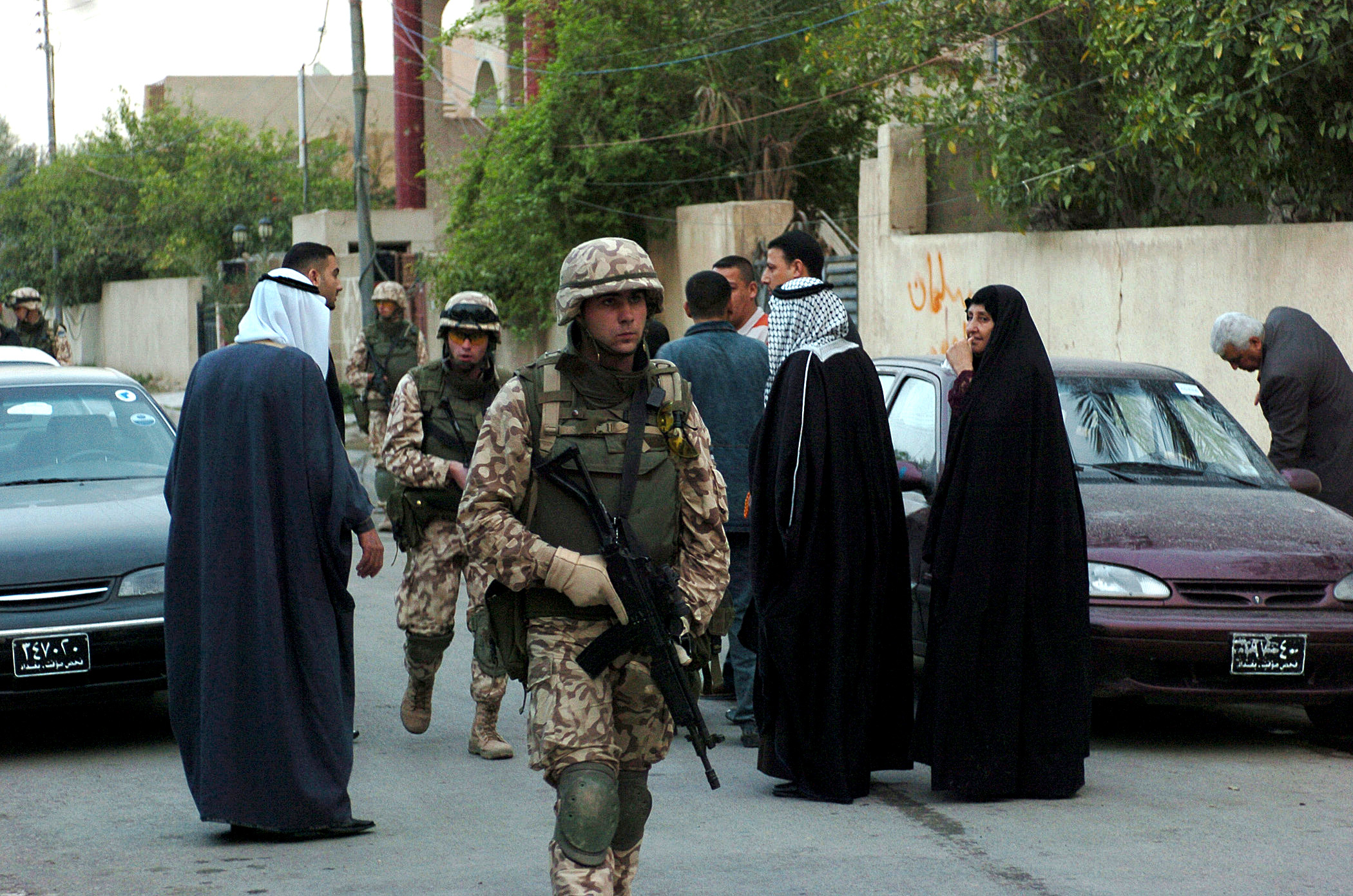
Észt katonák Irakban

### Állomány
- 1. gyalogos dandár (Paldiski)
  -  Könnyű gyalogos zászlóalj
  -  Kalevi gyalogos zászlóalj
  -  Logisztikai zászlóalj
- Északkeleti Védelmi Körzet (Tapa)
  -  Viru gyalogos zászlóalj
  -  1. tüzér zászlóalj
  -  Légvédelmi zászlóalj
  -  Műszaki zászlóalj
  -  Központi kiképző terület
- Északi Védelmi Körzet (Tallinn)
  -  Parancsnoki és híradó zászlóalj
  -  Gárda zászlóalj
- Déli Védelmi Körzet (Võru)
  -  Kuperjanov gyalogos zászlóalj
- Nyugati Védelmi Körzet (Pärnu)
  - Nincs reguláris alakulat

### Fegyverzet
- Otokar 6×6 ARMA – kb. 130 db
- 25 db különféle (BTR-változatú) páncélozott szállító jármű
- 19 db M-61, 105 mm-es vontatott löveg
- 14 db 2S11, 120 mm-es tarack
- néhány Mapats, és RB-56 páncéltörőrakéta-indító
- ZSZU –23 légvédelmi gépágyú

Észtország ellenszolgáltatás nélkül adott át az Afgán Fegyveres Erőknek 4000 darab Kalasnyikov típusú gépkarabélyt, valamint 4,6 millió lőszert. A két ország katonai vezetése az erről szóló megállapodást 2007. április 17-én írta alá. A fegyverek ára meghaladja a 12 millió észt koronát, ami közel egymillió dollár. A fegyverek Afganisztánba történő szállítására a közeljövőben kerül sor. Jelenleg 120 észt katona szolgál Afganisztánban.

## Légierő, légvédelem
A légierő (Õhuvägi) létszáma 200 fő. Bázisa az Ämari légibázis. A légierő 2 db An–2 könnyű szállítórepülőgéppel, 4 db Robinson R44 helikopterrel rendelkezik.
Észtország légvédelmi rendszere a balti államok közös rendszerének, a BALTNET-nek a része. Az ország légterét a NATO repülőgépei biztosítják, amelyek bázisa Litvániában található. A légierő szervezetében működő légvédelmi egységek 100 db vontatott ZU–23–2 légvédelmi gépágyúval vannak felszerelve.
Az Észt Határőrség Repülőcsoportja is üzemeltet repülőgépeket. A határőrség állományába 2 db L–410UVP repülőgép és kutató-mentő feladatokra Mi–8 helikopterek tartoznak.

## Haditengerészet: 400 fő
Az Észt haditengerészet, a litvánnal, és a lettel alkotja együtt a balti országok közös, Baltron névre keresztelt szervezetét
- főparancsnoksága Észtország fővárosában, Tallinnban települ.

Hadihajó állomány:
- 2 db partvédelmi hajóból
- 4 db aknaszedő
- 1 db ellátó hajó